# Waldbahn Reichraming
| Streckenlänge: | 40,7 km                 |                                                   |                                                   |
| Spurweite: | 760 mm (Bosnische Spur) |                                                   |                                                   |
| Maximale Neigung: | 47 ‰                    |                                                   |                                                   |
| Minimaler Radius: | 32 m                    |                                                   |                                                   |
| |                         |                                                   |                                                   |
| Geografische Daten |                         |                                                   |                                                   |
| Kontinent | Europa                  |                                                   |                                                   |
| Land | Österreich              |                                                   |                                                   |
| Bundesland | Oberösterreich          |                                                   |                                                   |
| Streckenbezogene Daten |                         |                                                   |                                                   |
| \| \| \| Reichraming Bhf \| \| \| \| -1,833 \| Laderampe (ab 1951) \| Laderampe (ab 1951) \| \| \| -1,824 \| Ladegleis (bis 1951) \| Ladegleis (bis 1951) \| \| \| -1,570 \| Kreuzung Voll-/Schmalspur (ab 1951) \| Kreuzung Voll-/Schmalspur (ab 1951) \| \| \| -1,534 \| Abzweigung zur Laderampe (ab 1951) \| Abzweigung zur Laderampe (ab 1951) \| \| \| -1,098 \| \| \| \| \| 0,000 \| Schallau Bhf \| Schallau Bhf \| \| \| 1,194 \| Niglbach-Brücke (4 m) \| Niglbach-Brücke (4 m) \| \| \| 4,184 \| Gleisdreieck Weißenbach \| Gleisdreieck Weißenbach \| \| \| \| Reichramingbach \| \| \| \| \| Lager Weißenbach \| \| \| \| 4,959 \| Abzweigung Anzenstückl (Länge 480 m) \| Abzweigung Anzenstückl (Länge 480 m) \| \| \| 5,003 \| Anzenbach-Brücke (9 m) \| Anzenbach-Brücke (9 m) \| \| \| 5,466 \| Anzenbach-Tunnel (11 m) \| Anzenbach-Tunnel (11 m) \| \| \| 6,980 \| Abzweigung Maieralm \| Abzweigung Maieralm \| \| \| 7,030 \| Plaissabach-Brücke (17 m) \| Plaissabach-Brücke (17 m) \| \| \| 7,623 \| Namenlose Brücke (6 m) \| Namenlose Brücke (6 m) \| \| \| 8,158 \| Namenlose Brücke (9 m) \| Namenlose Brücke (9 m) \| \| \| 8,406 \| Unterer Wasserboden-Tunnel (35 m) \| Unterer Wasserboden-Tunnel (35 m) \| \| \| 9,113 \| Abzweigung Ladegleis (Länge 137 m) \| Abzweigung Ladegleis (Länge 137 m) \| \| \| 10,004 \| Oberer Wasserboden-Tunnel (31 m) \| Oberer Wasserboden-Tunnel (31 m) \| \| \| 10,250 \| Abzweigung Wasserboden (Länge 120 m) \| Abzweigung Wasserboden (Länge 120 m) \| \| \| 10,281 \| Wasserbodenbach-Brücke (6 m) \| Wasserbodenbach-Brücke (6 m) \| \| \| 11,556 \| Weyrer Brunnbach-Brücke (8 m) \| Weyrer Brunnbach-Brücke (8 m) \| \| \| 11,995 \| Abzweigung Rabenbach (Länge 250 m) \| Abzweigung Rabenbach (Länge 250 m) \| \| \| 12,174 \| Roterde-Tunnel (20 m, 1971 abgetragen) \| Roterde-Tunnel (20 m, 1971 abgetragen) \| \| \| 12,683 \| Unterer Klaus-Tunnel (71 m) \| Unterer Klaus-Tunnel (71 m) \| \| \| 12,815 \| Oberer Klaus-Tunnel (110 m) \| Oberer Klaus-Tunnel (110 m) \| \| \| 12,494 \| Abzweigung Rollbahn Spur 60 cm (Länge 187 m) \| Abzweigung Rollbahn Spur 60 cm (Länge 187 m) \| \| \| 13,113 \| Abzweigung Ladegleis (Länge 220 m) \| Abzweigung Ladegleis (Länge 220 m) \| \| \| 13,242 \| Plaissabach-Brücke (15 m) \| Plaissabach-Brücke (15 m) \| \| \| 13,888 \| Abzweigung Bäckerlager (Länge 430 m) \| Abzweigung Bäckerlager (Länge 430 m) \| \| \| 13,940 \| Plaissabach-Brücke (11 m) \| Plaissabach-Brücke (11 m) \| \| \| 15,090 \| Unterer Kraixen-Tunnel (49 m, 1971 abgesperrt) \| Unterer Kraixen-Tunnel (49 m, 1971 abgesperrt) \| \| \| 15,777 \| Oberer Kraixen-Tunnel (60 m, 1971 abgesperrt) \| Oberer Kraixen-Tunnel (60 m, 1971 abgesperrt) \| \| \| 16,252 \| Unterer Annerlsteg-Tunnel (42 m, 1971 abgesperrt) \| Unterer Annerlsteg-Tunnel (42 m, 1971 abgesperrt) \| \| \| 16,321 \| Annerlsteg bzw. Großer Bach-Brücke (24 m) \| Annerlsteg bzw. Großer Bach-Brücke (24 m) \| \| \| 16,326 \| Hanslgraben (Streckenende) \| Hanslgraben (Streckenende) \| \| \| 16,497 \| Oberer Annerlsteg-Tunnel (305 m) \| Oberer Annerlsteg-Tunnel (305 m) \| \| \| 16,944 \| Hoher Stiege-Tunnel (236 m) \| Hoher Stiege-Tunnel (236 m) \| \| \| 17,263 \| Unterer Stiege-Tunnel (339 m) \| Unterer Stiege-Tunnel (339 m) \| \| \| 17,424 \| Abzweigung Wallerhütte \| Abzweigung Wallerhütte \| \| \| 17,480 \| Hasel-Brücke 1 (22 m) \| Hasel-Brücke 1 (22 m) \| \| \| 17,565 \| Oberer Hasel-Tunnel (139 m) \| Oberer Hasel-Tunnel (139 m) \| \| \| 17,640 \| Hasel-Brücke 3 (22 m) \| Hasel-Brücke 3 (22 m) \| \| \| 17,650 \| Unterer Wällerhütten-Tunnel (150 m) \| Unterer Wällerhütten-Tunnel (150 m) \| \| \| 17,748 \| Hasel-Brücke 2 (20 m) \| Hasel-Brücke 2 (20 m) \| \| \| 17,877 \| Hochschlachtbach-Brücke (7 m) \| Hochschlachtbach-Brücke (7 m) \| \| \| 18,089 \| Hochschlacht-Tunnel (72 m) \| Hochschlacht-Tunnel (72 m) \| \| \| 18,329 \| Oberer Wällerhütten-Tunnel (61 m) \| Oberer Wällerhütten-Tunnel (61 m) \| \| \| 18,736 \| Wällerhütte (Streckenende) \| Wällerhütte (Streckenende) \| \| \| 19,292 \| Schwarzer Bach-Brücke (12 m) \| Schwarzer Bach-Brücke (12 m) \| \| \| 19,344 \| Wolfskopf-Tunnel (82 m) \| Wolfskopf-Tunnel (82 m) \| \| \| 19,552 \| Unterer Schwarzer Klaus-Tunnel (78 m) \| Unterer Schwarzer Klaus-Tunnel (78 m) \| \| \| 19,639 \| Oberer Schwarzer Klaus-Tunnel (31 m) \| Oberer Schwarzer Klaus-Tunnel (31 m) \| \| \| 20,370 \| Unterweißwasser (Streckenende) \| Unterweißwasser (Streckenende) \| |                         |                                                   |                                                   |
| Bahnhof |                         | Reichraming Bhf                                   | Reichraming Bhf                                   |
| Strecke · Kopfbahnhof Streckenanfang (Strecke außer Betrieb) | -1,833                  | Laderampe (ab 1951)                               | Laderampe (ab 1951)                               |
| Kopfbahnhof Streckenanfang (Strecke außer Betrieb) · Strecke · Strecke (außer Betrieb) | -1,824                  | Ladegleis (bis 1951)                              | Ladegleis (bis 1951)                              |
| Abzweig geradeaus und von links (Strecke außer Betrieb) · Kreuzung (Querstrecke außer Betrieb) · Strecke nach rechts (außer Betrieb) | -1,570                  | Kreuzung Voll-/Schmalspur (ab 1951)               | Kreuzung Voll-/Schmalspur (ab 1951)               |
| Strecke (außer Betrieb) · Strecke | -1,534                  | Abzweigung zur Laderampe (ab 1951)                | Abzweigung zur Laderampe (ab 1951)                |
| Strecke nach links (außer Betrieb) · Kreuzung geradeaus unten (Querstrecke außer Betrieb) · Strecke von rechts (außer Betrieb) | -1,098                  |                                                   |                                                   |
| Bahnhof (Strecke außer Betrieb) | 0,000                   | Schallau Bhf                                      | Schallau Bhf                                      |
| Brücke über Wasserlauf (Strecke außer Betrieb) | 1,194                   | Niglbach-Brücke (4 m)                             | Niglbach-Brücke (4 m)                             |
| Strecke von links (außer Betrieb) · Abzweig geradeaus, nach rechts und von rechts (Strecke außer Betrieb) | 4,184                   | Gleisdreieck Weißenbach                           | Gleisdreieck Weißenbach                           |
| Brücke über Wasserlauf (Strecke außer Betrieb) · Strecke (außer Betrieb) |                         | Reichramingbach                                   | Reichramingbach                                   |
| Kopfbahnhof Streckenende (Strecke außer Betrieb) · Strecke (außer Betrieb) |                         | Lager Weißenbach                                  | Lager Weißenbach                                  |
| Abzweig geradeaus und nach links (Strecke außer Betrieb) | 4,959                   | Abzweigung Anzenstückl (Länge 480 m)              | Abzweigung Anzenstückl (Länge 480 m)              |
| Brücke über Wasserlauf (Strecke außer Betrieb) | 5,003                   | Anzenbach-Brücke (9 m)                            | Anzenbach-Brücke (9 m)                            |
| Tunnel (Strecke außer Betrieb) | 5,466                   | Anzenbach-Tunnel (11 m)                           | Anzenbach-Tunnel (11 m)                           |
| Strecke von links (außer Betrieb) · Abzweig geradeaus und von rechts (Strecke außer Betrieb) | 6,980                   | Abzweigung Maieralm                               | Abzweigung Maieralm                               |
| Brücke über Wasserlauf (Strecke außer Betrieb) · Strecke (außer Betrieb) | 7,030                   | Plaissabach-Brücke (17 m)                         | Plaissabach-Brücke (17 m)                         |
| Brücke über Wasserlauf (Strecke außer Betrieb) · Strecke (außer Betrieb) | 7,623                   | Namenlose Brücke (6 m)                            | Namenlose Brücke (6 m)                            |
| Brücke über Wasserlauf (Strecke außer Betrieb) · Strecke (außer Betrieb) | 8,158                   | Namenlose Brücke (9 m)                            | Namenlose Brücke (9 m)                            |
| Tunnel (Strecke außer Betrieb) · Strecke (außer Betrieb) | 8,406                   | Unterer Wasserboden-Tunnel (35 m)                 | Unterer Wasserboden-Tunnel (35 m)                 |
| Strecke (außer Betrieb) · Abzweig geradeaus und nach rechts (Strecke außer Betrieb) | 9,113                   | Abzweigung Ladegleis (Länge 137 m)                | Abzweigung Ladegleis (Länge 137 m)                |
| Tunnel (Strecke außer Betrieb) · Strecke (außer Betrieb) | 10,004                  | Oberer Wasserboden-Tunnel (31 m)                  | Oberer Wasserboden-Tunnel (31 m)                  |
| Abzweig geradeaus und nach links (Strecke außer Betrieb) · Strecke (außer Betrieb) | 10,250                  | Abzweigung Wasserboden (Länge 120 m)              | Abzweigung Wasserboden (Länge 120 m)              |
| Brücke über Wasserlauf (Strecke außer Betrieb) · Strecke (außer Betrieb) | 10,281                  | Wasserbodenbach-Brücke (6 m)                      | Wasserbodenbach-Brücke (6 m)                      |
| Strecke (außer Betrieb) · Brücke über Wasserlauf (Strecke außer Betrieb) | 11,556                  | Weyrer Brunnbach-Brücke (8 m)                     | Weyrer Brunnbach-Brücke (8 m)                     |
| Abzweig geradeaus und von rechts (Strecke außer Betrieb) · Strecke (außer Betrieb) | 11,995                  | Abzweigung Rabenbach (Länge 250 m)                | Abzweigung Rabenbach (Länge 250 m)                |
| Tunnel (Strecke außer Betrieb) · Strecke (außer Betrieb) | 12,174                  | Roterde-Tunnel (20 m, 1971 abgetragen)            | Roterde-Tunnel (20 m, 1971 abgetragen)            |
| Tunnel (Strecke außer Betrieb) · Strecke (außer Betrieb) | 12,683                  | Unterer Klaus-Tunnel (71 m)                       | Unterer Klaus-Tunnel (71 m)                       |
| Tunnel (Strecke außer Betrieb) · Strecke (außer Betrieb) | 12,815                  | Oberer Klaus-Tunnel (110 m)                       | Oberer Klaus-Tunnel (110 m)                       |
| Strecke (außer Betrieb) · Abzweig geradeaus und nach rechts (Strecke außer Betrieb) | 12,494                  | Abzweigung Rollbahn Spur 60 cm (Länge 187 m)      | Abzweigung Rollbahn Spur 60 cm (Länge 187 m)      |
| Abzweig geradeaus und nach rechts (Strecke außer Betrieb) · Strecke (außer Betrieb) | 13,113                  | Abzweigung Ladegleis (Länge 220 m)                | Abzweigung Ladegleis (Länge 220 m)                |
| Strecke (außer Betrieb) · Brücke über Wasserlauf (Strecke außer Betrieb) | 13,242                  | Plaissabach-Brücke (15 m)                         | Plaissabach-Brücke (15 m)                         |
| Strecke (außer Betrieb) · Abzweig geradeaus und nach rechts (Strecke außer Betrieb) | 13,888                  | Abzweigung Bäckerlager (Länge 430 m)              | Abzweigung Bäckerlager (Länge 430 m)              |
| Strecke (außer Betrieb) · Brücke über Wasserlauf (Strecke außer Betrieb) | 13,940                  | Plaissabach-Brücke (11 m)                         | Plaissabach-Brücke (11 m)                         |
| Tunnel (Strecke außer Betrieb) · Strecke (außer Betrieb) | 15,090                  | Unterer Kraixen-Tunnel (49 m, 1971 abgesperrt)    | Unterer Kraixen-Tunnel (49 m, 1971 abgesperrt)    |
| Tunnel (Strecke außer Betrieb) · Strecke (außer Betrieb) | 15,777                  | Oberer Kraixen-Tunnel (60 m, 1971 abgesperrt)     | Oberer Kraixen-Tunnel (60 m, 1971 abgesperrt)     |
| Tunnel (Strecke außer Betrieb) · Strecke (außer Betrieb) | 16,252                  | Unterer Annerlsteg-Tunnel (42 m, 1971 abgesperrt) | Unterer Annerlsteg-Tunnel (42 m, 1971 abgesperrt) |
| Brücke über Wasserlauf (Strecke außer Betrieb) · Strecke (außer Betrieb) | 16,321                  | Annerlsteg bzw. Großer Bach-Brücke (24 m)         | Annerlsteg bzw. Großer Bach-Brücke (24 m)         |
| Strecke (außer Betrieb) · Kopfbahnhof Streckenende (Strecke außer Betrieb) | 16,326                  | Hanslgraben (Streckenende)                        | Hanslgraben (Streckenende)                        |
| Tunnel (Strecke außer Betrieb) | 16,497                  | Oberer Annerlsteg-Tunnel (305 m)                  | Oberer Annerlsteg-Tunnel (305 m)                  |
| Tunnel (Strecke außer Betrieb) | 16,944                  | Hoher Stiege-Tunnel (236 m)                       | Hoher Stiege-Tunnel (236 m)                       |
| Tunnel (Strecke außer Betrieb) | 17,263                  | Unterer Stiege-Tunnel (339 m)                     | Unterer Stiege-Tunnel (339 m)                     |
| Strecke von links (außer Betrieb) · Abzweig geradeaus und nach rechts (Strecke außer Betrieb) | 17,424                  | Abzweigung Wallerhütte                            | Abzweigung Wallerhütte                            |
| Strecke (außer Betrieb) · Brücke über Wasserlauf (Strecke außer Betrieb) | 17,480                  | Hasel-Brücke 1 (22 m)                             | Hasel-Brücke 1 (22 m)                             |
| Strecke (außer Betrieb) · Tunnel (Strecke außer Betrieb) | 17,565                  | Oberer Hasel-Tunnel (139 m)                       | Oberer Hasel-Tunnel (139 m)                       |
| Brücke über Wasserlauf (Strecke außer Betrieb) · Strecke (außer Betrieb) | 17,640                  | Hasel-Brücke 3 (22 m)                             | Hasel-Brücke 3 (22 m)                             |
| Tunnel (Strecke außer Betrieb) · Strecke (außer Betrieb) | 17,650                  | Unterer Wällerhütten-Tunnel (150 m)               | Unterer Wällerhütten-Tunnel (150 m)               |
| Strecke (außer Betrieb) · Brücke über Wasserlauf (Strecke außer Betrieb) | 17,748                  | Hasel-Brücke 2 (20 m)                             | Hasel-Brücke 2 (20 m)                             |
| Strecke (außer Betrieb) · Brücke über Wasserlauf (Strecke außer Betrieb) | 17,877                  | Hochschlachtbach-Brücke (7 m)                     | Hochschlachtbach-Brücke (7 m)                     |
| Strecke (außer Betrieb) · Tunnel (Strecke außer Betrieb) | 18,089                  | Hochschlacht-Tunnel (72 m)                        | Hochschlacht-Tunnel (72 m)                        |
| Tunnel (Strecke außer Betrieb) · Strecke (außer Betrieb) | 18,329                  | Oberer Wällerhütten-Tunnel (61 m)                 | Oberer Wällerhütten-Tunnel (61 m)                 |
| Kopfbahnhof Streckenende (Strecke außer Betrieb) · Strecke (außer Betrieb) | 18,736                  | Wällerhütte (Streckenende)                        | Wällerhütte (Streckenende)                        |
| Brücke über Wasserlauf (Strecke außer Betrieb) | 19,292                  | Schwarzer Bach-Brücke (12 m)                      | Schwarzer Bach-Brücke (12 m)                      |
| Tunnel (Strecke außer Betrieb) | 19,344                  | Wolfskopf-Tunnel (82 m)                           | Wolfskopf-Tunnel (82 m)                           |
| Tunnel (Strecke außer Betrieb) | 19,552                  | Unterer Schwarzer Klaus-Tunnel (78 m)             | Unterer Schwarzer Klaus-Tunnel (78 m)             |
| Tunnel (Strecke außer Betrieb) | 19,639                  | Oberer Schwarzer Klaus-Tunnel (31 m)              | Oberer Schwarzer Klaus-Tunnel (31 m)              |
| Kopfbahnhof Streckenende (Strecke außer Betrieb) | 20,370                  | Unterweißwasser (Streckenende)                    | Unterweißwasser (Streckenende)                    |

Die Waldbahn Reichraming diente der Erschließung der Wälder im Reichraminger Hintergebirge und hatte eine Spurweite von 760 mm.

## Geschichte

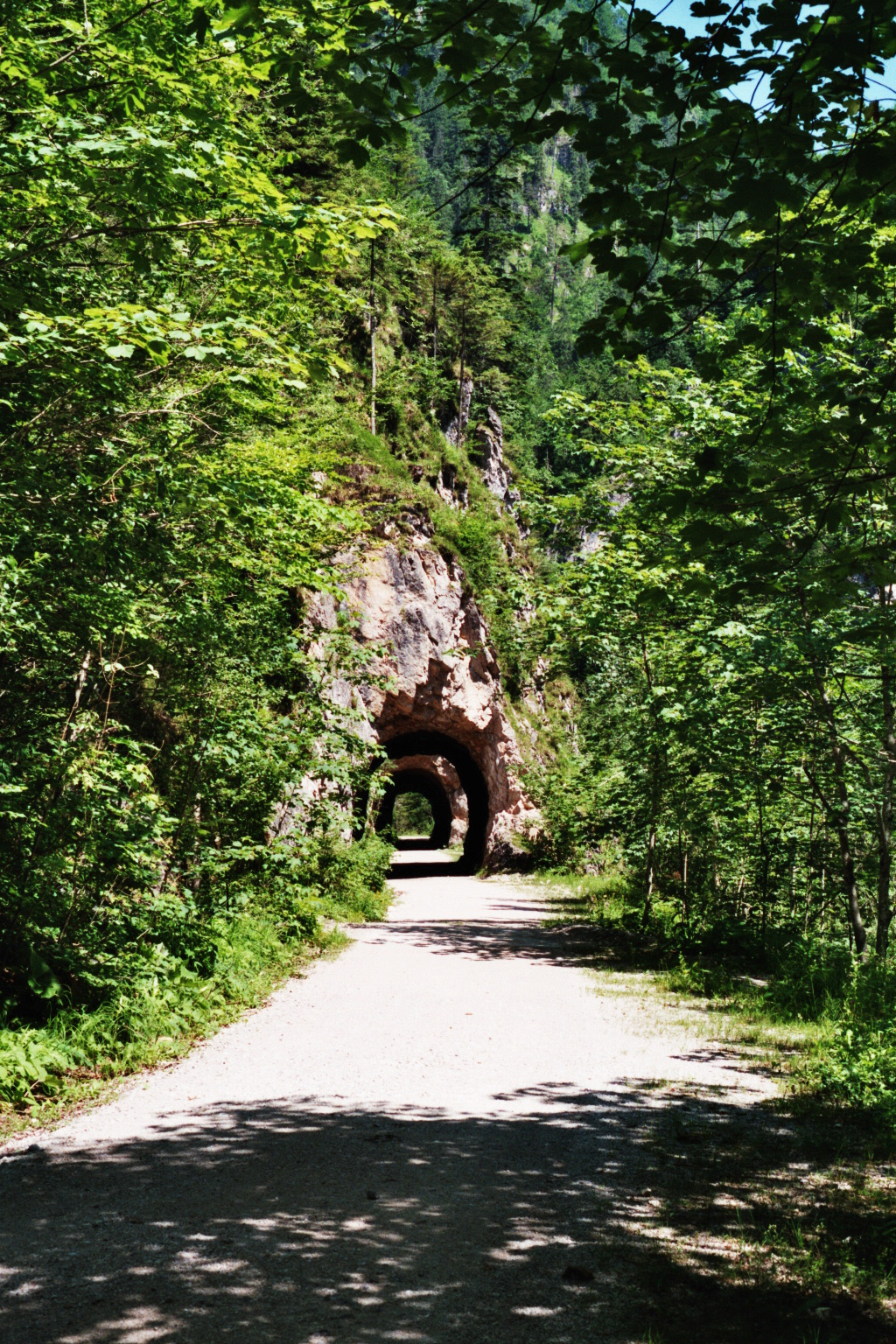
Forststraße und Radweg auf der ehemaligen Waldbahntrasse

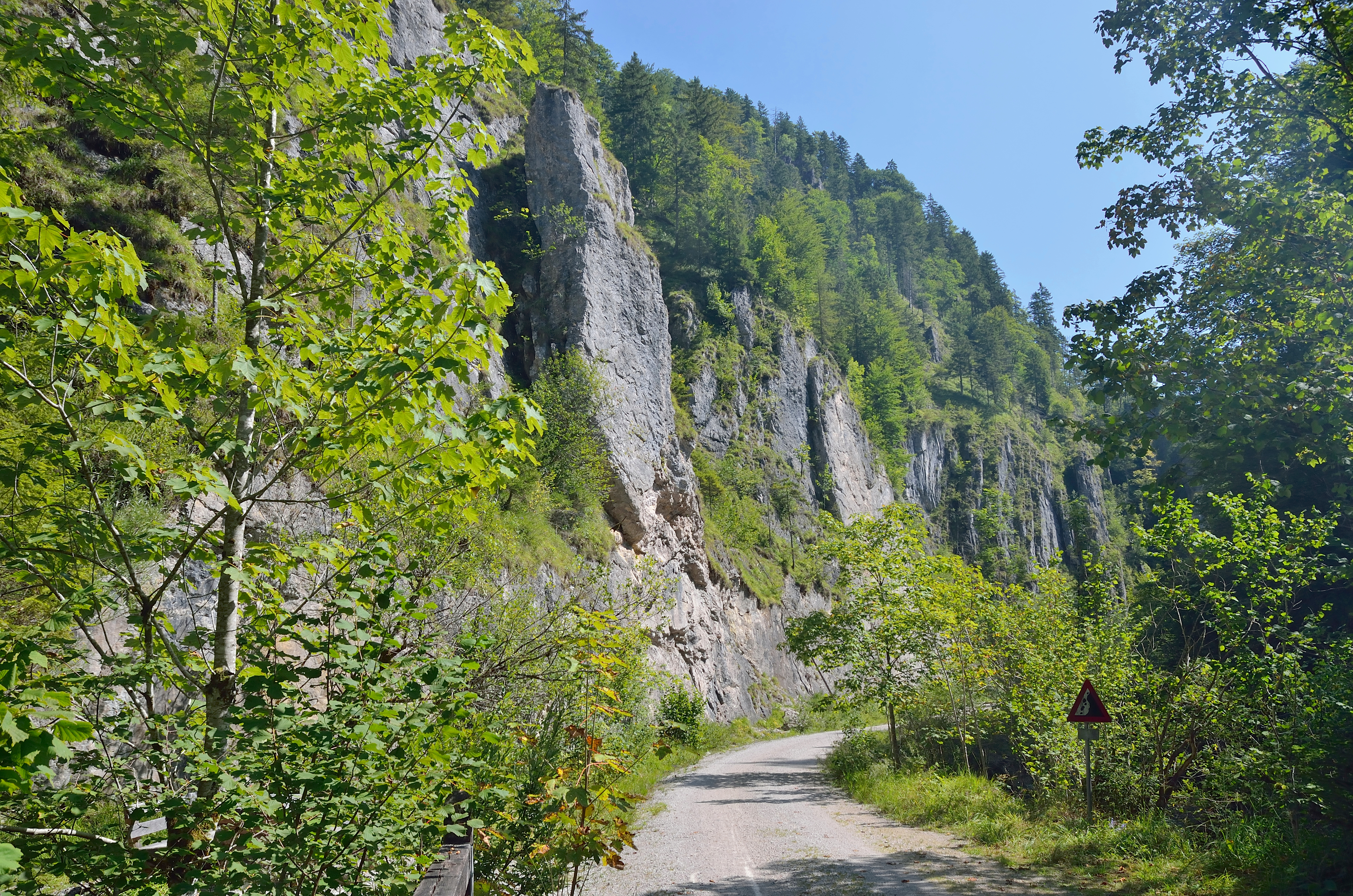
Radweg beim Schleierfall

Bevor es zum Bau der Waldbahn kam, wurden die Baumstämme aus dem Hintergebirge auf dem Großen Bach (Reichramingbach) bis zum Rechen in der Schallau getriftet, der Weitertransport zum Bahnhof Reichraming erfolgte zuerst per Pferdefuhrwerk, später auf einer Rollbahn (Spur 60 cm).
Eine andere (privat errichtete) Rollbahn (Länge ca. 3 km, Spur 76 cm) gab es seit 1912 entlang des Weißenbaches vom Kreuzeckbach bis zum Ramingbach, wo die Stämme ins Wasser gelassen wurden. Diese Bahn wurde 1916 um 164 m bis zum Lager Weißenbach verlängert. 1918 begann die Heeresverwaltung mit dem Bau einer Verlängerung bis in die Schallau. Noch im selben Jahr wurden die Arbeiten mit Kriegsende wieder eingestellt. 1919 wurden die Arbeiten erneut aufgenommen, ein Jahr später war die Strecke (Länge 9,4 km) samt einer Brücke über den Ramingbach fertig.
Gleichzeitig wurde in den Jahren 1910 bis 1912 von den Bundesforsten ein Projekt zur Erschließung der Wälder bei Brunnbach erstellt, aber nicht verwirklicht. Durch eine Windkatastrophe gab es 1916 im Hintergebirge eine große Menge an Schadholz, das aber wegen des Krieges nicht aufgearbeitet werden konnte. Der Schaden infolge des Borkenkäferbefalls war gewaltig. Daher kam man 1918 wieder auf die Pläne von 1912 zurück und errichtete bis 1922 den Abschnitt von der Abzweigung Weißenbach (Kilometer 4,2) über die Maieralm nach Brunnbach, im folgenden Jahr verlängert zum Hanslgraben. Kunstbauten waren fast keine erforderlich, ausgenommen ein kurzer Tunnel nach dem Anzenstückl und zwei Brücken über den Plaissabach auf der Brunnalm.
Aus strategischen Gründen musste die Strecke in bosnischer Spur (760 mm) gebaut werden, der kleinste Radius betrug 40 m. Gleichzeitig wurde die Rollbahn zu Bahnhof Reichraming umgespurt und mit der Waldbahn verbunden. Dort gab es unter der ÖBB-Brücke allerdings einen Bogen mit nur 32 m Radius. Ausweichen gab es in der Schallau, beim Gleisdreieck Weißenbach, beim Wilden Graben, bei der Maieralm, bei Brunnbach und beim Bäckerlager.
Als 1936 die Trift am Großen Bach eingestellt wurde, kam kein Holz mehr aus dem Hintergebirge nach Reichraming, daher begann man mit dem Bau einer Zweigstrecke entlang des Großen Baches. Diese Arbeiten wurden kriegsbedingt 1942 wieder eingestellt, aber 1947 erneut aufgenommen, und schließlich wurde die Strecke von der Maieralm nach Unterweißwasser bzw. zur Wällerhütte 1951 fertiggestellt. Dieser neue Abschnitt führte aufwändig trassiert durch die Schluchten des Großen Baches (11 Tunnel), des Schwarzen Baches (5 Tunnel) und des Haselbaches (2 Tunnel), dazu gab es eine Ausweiche kurz nach der Klaushütte. Gleichzeitig wurde die Verladung am Bahnhof Reichraming rationalisiert: das Ladegleis auf dem Bahnhofvorplatz wurde durch ein erhöhtes Rampengleis auf der Südseite des Bahnhofes ersetzt. Dazu war der Einbau einer Kreuzung zwischen Voll- und Schmalspur erforderlich. Zusammen mit den Seitenstrecken, Neben- und Ausweichgleisen ergab sich eine Gesamtstreckenlänge von 40,7 km, dazu kamen 19 Tunnel (Gesamtlänge 1,922 km) und 41 Brücken.
Die im Jahr 1971 stillgelegte Waldbahn Reichraming war eine der größten und am längsten in Betrieb stehenden Waldbahnen Österreichs. Nach ihrer Einstellung wurden die Gleise abgetragen und auf den Bahnkörpern Forststraßen angelegt, dazu die Mehrzahl der Tunnel und alle Brücken verbreitert, zwei Tunnel allerdings versperrt (der erste Kraixen-Tunnel und der Tunnel vor dem Annerlsteg), zwei andere komplett abgetragen (der Roterde- und der zweite Kraixen-Tunnel). Heute sind diese Forststraßen Teil des Hintergebirgsradweges, wobei der Abschnitt Maieralm bis Unterweißwasser nur an Wochenenden, wenn keine Holztransporte verkehren, befahren werden darf, der Abzweiger zur Wällerhütte gar nicht, da Fahrverbot herrscht.

## Museales

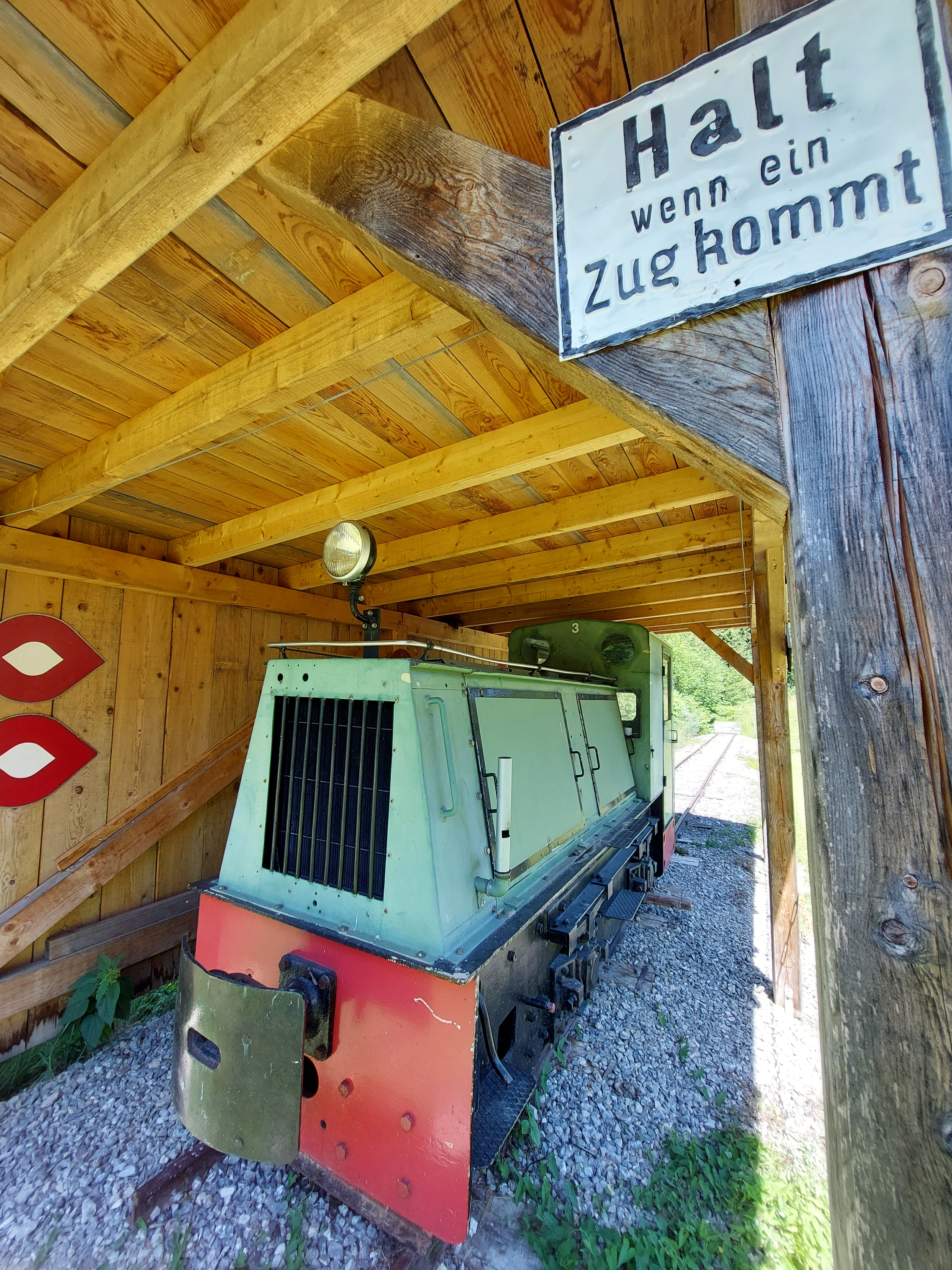
Restaurierte Lokomotive der Waldbahn in der Schallau Arena

In Reichraming (Schallau Arena, Schallau 3) wird eine originale und restaurierte Diesellokomotive der Waldbahn gezeigt und auf einem kurzen Gleisstück gelegentlich fahrend vorgeführt. In Brunnbach befindet sich eine Rekonstruktion eines kleinen Bahnhofes der Waldbahn neben der Info-Hütte Brunnbach  des Nationalparks Oberösterreichische Kalkalpen. Die Rekonstruktion enthält Gleise, eine Weiche und als Fahrzeuge einen beladenen Holzzug mit einer Dampflokomotive. Bei der Lokomotive handelt es sich allerdings nicht um eine originale Waldbahnlok.
Beim abgesperrten Südportal des Annerlstegtunnels wurden als Schaustück weiters einige Meter Gleis wieder aufgebaut.
Bei Museums- und Touristikbahnen und Museen sind zudem noch einige Lokomotiven und Waggone erhalten.